# Staupe Spiele
 (avril 2025).
Motif : Où sont les sources permettant de démontrer l'admissibilité de cette maison d'édition sur Wikipédia ?
- Archive Wikiwix
- Bing
- Cairn
- DuckDuckGo
- E. Universalis
- Gallica
- Google
- G. Books
- G. News
- G. Scholar
- Persée
- Qwant
- (zh) Baidu
- (ru) Yandex
- (wd) trouver des œuvres sur Wikidata

| 1. | Préciser le motif de la pose du bandeau. | Précisez le motif de la pose du bandeau en utilisant la syntaxe suivante : {{admissibilité à vérifier\|date=avril 2025\|motif=remplacez ce texte par le motif}}                    |
| 2. | Informer les utilisateurs concernés.     | Pensez à avertir le créateur de l'article, par exemple, en insérant le code ci-dessous sur sa page de discussion : {{subst:avertissement admissibilité à vérifier\|Staupe Spiele}} |

Staupe Spiele est un la maison d'édition de jeux de société de Reinhard Staupe, basée à Cassel en Allemagne.

## Quelques jeux édités
- Comeback, 1996, Reinhard Staupe
- Die Bombe, 1998, Reinhard Staupe
- Adlerauge, 1999, Reinhard Staupe
- Hamstern, 1999, Reinhard Staupe
- Fritze Flink, 2000, Reinhard Staupe
- Anderland, 2001, Reinhard Staupe